# Astragalus darwinianus
Astragalus darwinianus là một loài thực vật có hoa trong họ Đậu. Loài này được Gómez-Sosa mô tả khoa học đầu tiên năm 2007.